# Cary Grant
Cary Grant, nome d'arte di Archibald Alexander Leach (Bristol, 18 gennaio 1904 – Davenport, 29 novembre 1986), è stato un attore britannico naturalizzato statunitense.
Inglese di nascita, ma trasferitosi negli Stati Uniti all'inizio degli anni venti, fu uno degli attori più rappresentativi di Hollywood, dotato di una naturale eleganza, di una notevole prestanza fisica e di un sottile senso dell'ironia. Recitò in circa settanta film, prevalentemente commedie brillanti, senza però disdegnare ruoli in pellicole sentimentali, drammatiche e in alcuni thriller di Alfred Hitchcock, il quale dichiarò che Cary Grant fu l'unico attore nella sua carriera che avesse veramente amato. Ian Fleming disse di essersi in parte ispirato a Grant nel delineare il personaggio dell'agente segreto James Bond.
L'American Film Institute lo ha inserito al secondo posto tra le più grandi star della storia del cinema.

## Biografia

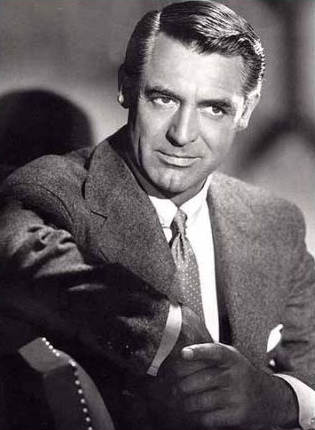
Foto promozionale per il film Indiscreto (1958)

Cary Grant era il secondogenito di Elias James Leach (1872–1935) e Elsie Maria Kingdon (1877–1973), entrambi sarti. Il fratello maggiore, John William Elias Leach (1899−1900), morì di meningite tubercolare a due giorni dal suo primo compleanno.

### Le origini
Privato dell'affetto materno fin dalla giovane età a causa del ricovero della madre in un istituto psichiatrico — fatto che gli fu tenuto nascosto dal padre per molto tempo — Grant interruppe gli studi a quindici anni e, falsificando la firma del genitore, riuscì a presentare un documento che lo autorizzava a unirsi alla compagnia di saltimbanchi di Bob Pender. Girò così gran parte delle province inglesi, imparando il mestiere di funambolo e di attore di music-hall. Nel 1920 partì con la compagnia Pender alla volta degli Stati Uniti, per partecipare allo spettacolo Good Times in programma a Broadway.
È noto che Grant e il fisico Paul Dirac frequentarono la stessa scuola primaria, la Bishop Road Primary School di Bristol. Tuttavia, non furono compagni di classe, poiché Dirac era più anziano di circa due anni. Secondo quanto riportato dalla rivista Nature, la reputazione accademica di Dirac nella sua città natale fu talvolta oscurata dalla fama dell'attore.
Ottenuto un discreto successo, Grant decise di rimanere in America, dove esercitò i più svariati mestieri per mantenersi. Dopo tre anni ritornò brevemente in Inghilterra; qualche mese dopo ripartì definitivamente per gli Stati Uniti. Riprese a esibirsi sui palcoscenici ballando, cantando e recitando fino ai primi anni trenta, quando entrò a fare parte della casa di produzione Paramount Pictures in qualità di caratterista e factotum.

### La carriera
Iniziata così la sua avventura hollywoodiana, nel 1932 la casa produttrice gli impose di cambiare il suo nome in Cary Grant, facendolo esordire sullo schermo con una piccola parte nel film This Is the Night. Lo studio però lo confinò a ruoli di seduttore in pellicole in cui giganteggiavano donne fatali come Marlene Dietrich in Venere bionda (1932) e Mae West in Lady Lou (1933) e Non sono un angelo (1933). Sempre nel 1933 affiancò Fredric March nel film bellico L'aquila e il falco.
Grazie al regista George Cukor, nel 1935 ottenne il ruolo di protagonista, al fianco di Katharine Hepburn, nella commedia Il diavolo è femmina, in cui ebbe la possibilità di dimostrare le sue notevoli doti di attore brillante. Da allora Grant sarebbe stato il re della cosiddetta "commedia sofisticata", grazie al suo atteggiamento distinto e scanzonato, al suo impeccabile fascino e alla sua autoironia.
Spesso al fianco della Hepburn, Grant fu interprete di capolavori del cinema come gli esilaranti L'orribile verità (1937) di Leo McCarey, Susanna! e Incantesimo (1938), Scandalo a Filadelfia (1940). Cimentandosi anche nel genere avventuroso con Gunga Din e con Avventurieri dell'aria (1939), nel giallo con Occhioni scuri (1936), e nel drammatico con Il mio amore eri tu (1936). Negli anni quaranta e cinquanta Grant continuò a mietere successi nella commedia: fu il superbo protagonista di Arsenico e vecchi merletti (1944) diretto da Frank Capra, e di due pellicole dirette da Howard Hawks, ovvero Ero uno sposo di guerra (1949) e Il magnifico scherzo (1952) con Marilyn Monroe, e anche La casa dei nostri sogni (1948).
A partire dagli anni quaranta si cimentò con particolare fortuna anche nel thriller; sotto la regia del "maestro del brivido" Alfred Hitchcock fu protagonista nei film Il sospetto (1941) con Joan Fontaine, Notorious - L'amante perduta (1946) al fianco di Ingrid Bergman, Caccia al ladro (1955) con Grace Kelly, e Intrigo internazionale (1959) con Eva Marie Saint. Pur dichiarando di avere molto apprezzato il lavoro con attrici quali la Bergman e Audrey Hepburn, la partner preferita di Grant fu Grace Kelly, della quale egli ammirava la naturalezza: l'intesa sul set di Caccia al ladro sfociò in una profonda e duratura amicizia che i due attori mantennero per il resto delle loro esistenze.
Durante la metà degli anni cinquanta Grant fondò anche la sua personale casa di produzione, la Grantley Productions, con cui produsse e interpretò alcuni film distribuiti dalla Universal Pictures che ebbero un grande successo di pubblico: Indiscreto (1958) ancora con la Bergman, Operazione sottoveste (1959), Il visone sulla pelle (1962) con Doris Day, Sciarada (1963) con Audrey Hepburn, e Il gran lupo chiama (1964).

#### Riconoscimenti e attività successive
Nel corso della sua lunga carriera Cary Grant ricevette due candidature all'Oscar: nel 1942 per Ho sognato un angelo e nel 1945 per Il ribelle. Nel 1970 gli venne assegnato un premio Oscar alla carriera.
Tuttavia, egli fu eletto dall'American Film Institute la seconda più grande star maschile del cinema. Il periodico francese Première lo elesse la più grande stella del cinema maschile di sempre.
Dopo essersi ritirato dalle scene nel 1966 con il film Cammina, non correre, divenne dapprima consulente creativo, poi membro del consiglio di amministrazione di Fabergé, celebre casa di cosmetici.
Negli ultimi anni della sua vita intraprese un tour, "Una conversazione con Cary Grant" (A Conversation with Cary Grant), che lo portò in numerosi teatri degli Stati Uniti e nel corso del quale rispondeva a domande postegli dal pubblico.
Particolare il suo pensiero in materia di impegno nel sociale degli attori: Grant riteneva che non se ne dovessero occupare, come pure che non fosse affare loro intromettersi o schierarsi in politica. Nonostante questa ferma presa di distanza, quando nei primi anni cinquanta ebbe inizio la famigerata stagione detta della "caccia alle streghe", Grant fece sentire la sua voce denunciando il carattere antidemocratico di quanto stava accadendo e, quando la commissione voluta dal senatore Joseph McCarthy tentò di mettere sotto accusa Charlie Chaplin, solidarizzò apertamente con il grande regista e attore inglese.

## Vita privata

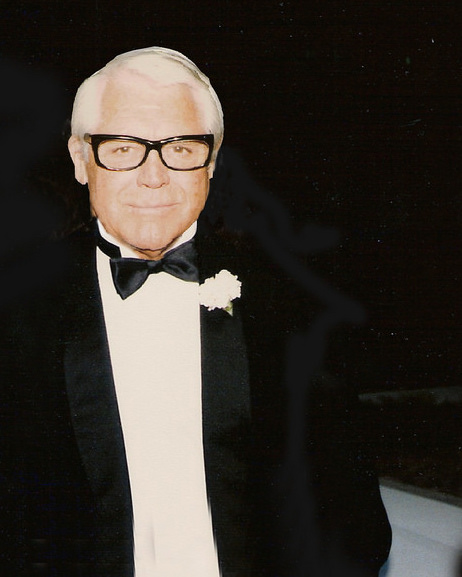
Cary Grant al Carousel Ball, evento di beneficenza per il diabete infantile a Denver (1982)

La vita sentimentale di Cary Grant fu molto movimentata, caratterizzata da ben cinque matrimoni. La prima moglie fu l'attrice Virginia Cherrill, con la quale restò sposato solo un anno, nel 1934; la seconda fu la miliardaria Barbara Hutton, che sposò nel 1942 e dalla quale divorziò tre anni dopo;; sposò poi nel 1949 l'attrice Betsy Drake, dalla quale divorziò nel 1962. Nel 1965 si unì in matrimonio con l'attrice Dyan Cannon, dalla quale ebbe la sua unica figlia, Jennifer, anche lei divenuta attrice; il matrimonio con la Cannon durò fino al 1968. La quinta e ultima moglie fu Barbara Harris, che sposò nel 1981 e con cui rimase fino alla morte.
Per ammissione della stessa Sophia Loren, negli anni sessanta Grant ebbe un flirt con l'attrice italiana, all'epoca già sposata con il produttore  Carlo Ponti. Ebbe anche una relazione con la fotografa e scrittrice britannica Maureen Donaldson dal 1973 al 1977.
Numerose furono infine le voci, peraltro mai confermate dall'attore, su una sua possibile bisessualità e su relazioni con uomini, specialmente in giovane età, tra cui la presunta relazione segreta con l'attore Randolph Scott.

### La morte
Il 29 novembre 1986, mentre si trovava a Davenport in Iowa per una tappa del tour "A Conversation with Cary Grant", l'attore fu colto da malore durante le prove al Teatro Adler. Inizialmente rifiutò il ricovero ospedaliero, ma le sue condizioni peggiorarono rapidamente. Fu trasportato al St. Luke's Hospital, dove morì alle 23:22 per un ictus fulminante.
Secondo le sue volontà, non fu tenuto alcun funerale pubblico. Il suo corpo fu cremato e le ceneri furono sparse nell'Oceano Pacifico e nel giardino della sua villa a Beverly Hills.

## Filmografia
- This Is the Night, regia di Frank Tuttle (1932)
- Peccatori (Sinners in the Sun), regia di Alexander Hall (1932)
- Singapore Sue, regia di Casey Robinson (1932) (non accreditato) - cortometraggio
- Merrily We Go to Hell, regia di Dorothy Arzner (1932)
- Il diavolo nell'abisso (Devil and the Deep), regia di Marion Gering (1932)
- Venere bionda (Blonde Venus), regia di Josef von Sternberg (1932)
- Hot Saturday, regia di William A. Seiter (1932)
- Madame Butterfly, regia di Marion Gering (1932)
- Lady Lou (She Done Him Wrong), regia di Lowell Sherman (1933)
- The Woman Accused, regia di Paul Sloane (1933)
- L'aquila e il falco (The Eagle and the Hawk), regia di Stuart Walker (1933)
- Gambling Ship, regia di Louis J. Gasnier e Max Marcin (1933)
- Non sono un angelo (I'm No Angel), regia di Wesley Ruggles (1933)
- Alice nel Paese delle Meraviglie (Alice in Wonderland), regia di Norman Z. McLeod (1933)
- Thirty Day Princess, regia di Marion Gering (1934)
- Born to Be Bad, regia di Lowell Sherman (1934)
- Il tempio del dottor Lamar (Kiss and Make Up), regia di Harlan Thompson (1934)
- La signorina curiosa (Ladies Should Listen), regia di Frank Tuttle (1934)
- Vissi d'arte (Enter Madame), regia di Elliott Nugent (1935)
- Ali nel buio (Wings in the Dark), regia di James Flood (1935)
- L'avamposto (The Last Outpost), regia di Charles Barton e Louis J. Gasnier (1935)
- Il diavolo è femmina (Sylvia Scarlett), regia di George Cukor (1935)
- Occhioni scuri (Big Brown Eyes), regia di Raoul Walsh (1936)
- Il mio amore eri tu (Suzy), regia di George Fitzmaurice (1936)
- Fashions in Love (1936) - cortometraggio
- L'avventura di Mr. Bliss (The Amazing Quest of Ernest Bliss), regia di Alfred Zeisler (1936)
- Wedding Present, regia di Richard Wallace (1936)
- Amanti di domani (When You're in Love), regia di Robert Riskin (1937)
- La via dell'impossibile (Topper), regia di Norman Z. McLeod (1937)
- Alla conquista dei dollari (The Toast of New York), regia di Rowland V. Lee (1937)
- L'orribile verità (The Awful Truth), regia di Leo McCarey (1937)
- Susanna! (Bringing Up Baby), regia di Howard Hawks (1938)
- Incantesimo (Holiday), regia di George Cukor (1938)
- Gunga Din, regia di George Stevens (1939)
- Avventurieri dell'aria (Only Angels Have Wings), regia di Howard Hawks (1939)
- Non puoi impedirmi d'amare (In Name Only), regia di John Cromwell (1939)
- La signora del venerdì (His Girl Friday), regia di Howard Hawks (1940)
- Le mie due mogli (My Favorite Wife), regia di Garson Kanin (1940)
- Quelli della Virginia (The Howards of Virginia), regia di Frank Lloyd (1940)
- Scandalo a Filadelfia (The Philadelphia Story), regia di George Cukor (1940)
- Ho sognato un angelo (Penny Serenade), regia di George Stevens (1941)
- Il sospetto (Suspicion), regia di Alfred Hitchcock (1941)
- Un evaso ha bussato alla porta (The Talk of the Town), regia di George Stevens (1942)
- Fuggiamo insieme (Once Upon a Honeymoon), regia di Leo McCarey (1942)
- La dama e l'avventuriero (Mr. Lucky), regia di Henry C. Potter (1943)
- Destinazione Tokio (Destination Tokyo), regia di Delmer Daves (1943)
- The Shining Future, regia di LeRoy Prinz (1944) - cortometraggio
- L'ottava meraviglia (Once Upon a Time), regia di Alexander Hall (1944)
- Arsenico e vecchi merletti (Arsenic and Old Lace), regia di Frank Capra (1944)
- Il ribelle (None But the Lonely Heart), regia di Clifford Odets (1944)
- Notte e dì (Night and Day), regia di Michael Curtiz (1946)
- Notorious - L'amante perduta (Notorious), regia di Alfred Hitchcock (1946)

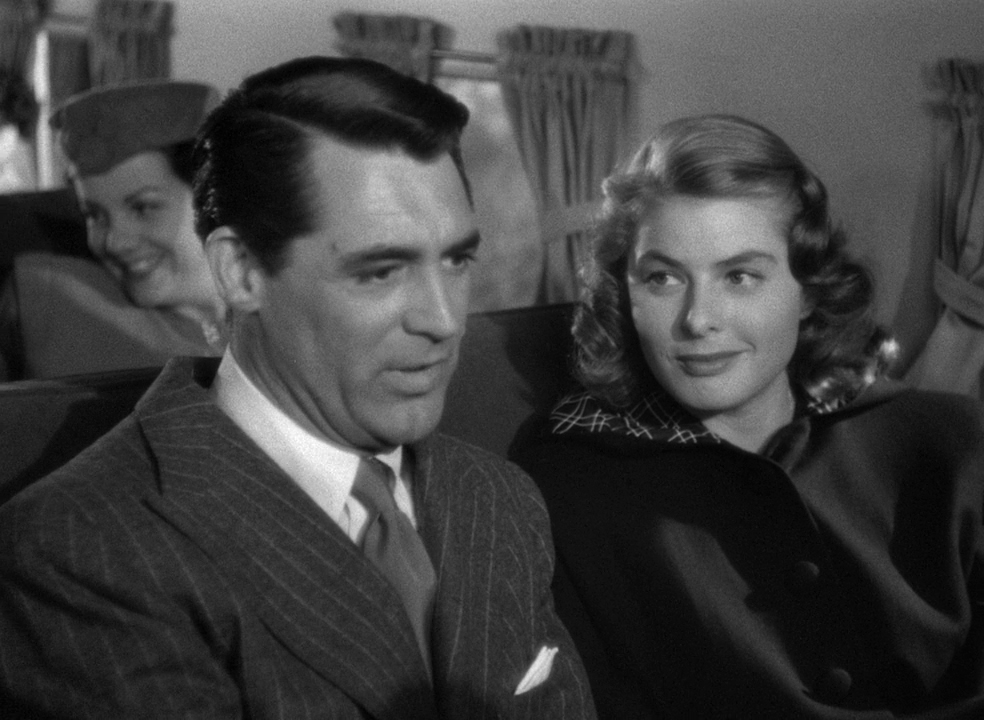
Con Ingrid Bergman in Notorious - L'amante perduta (1946)

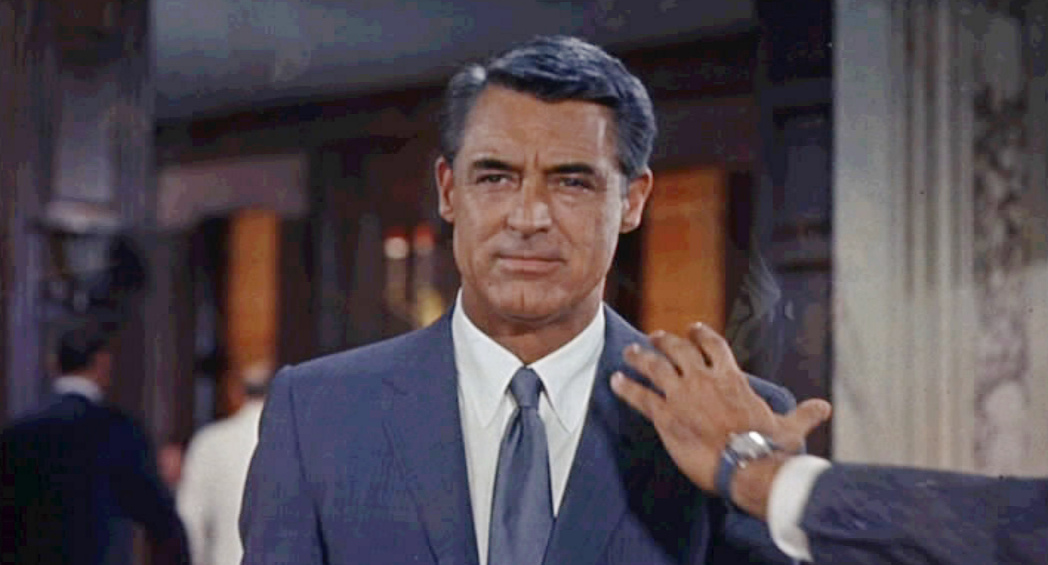
Cary Grant in Intrigo internazionale (1959)

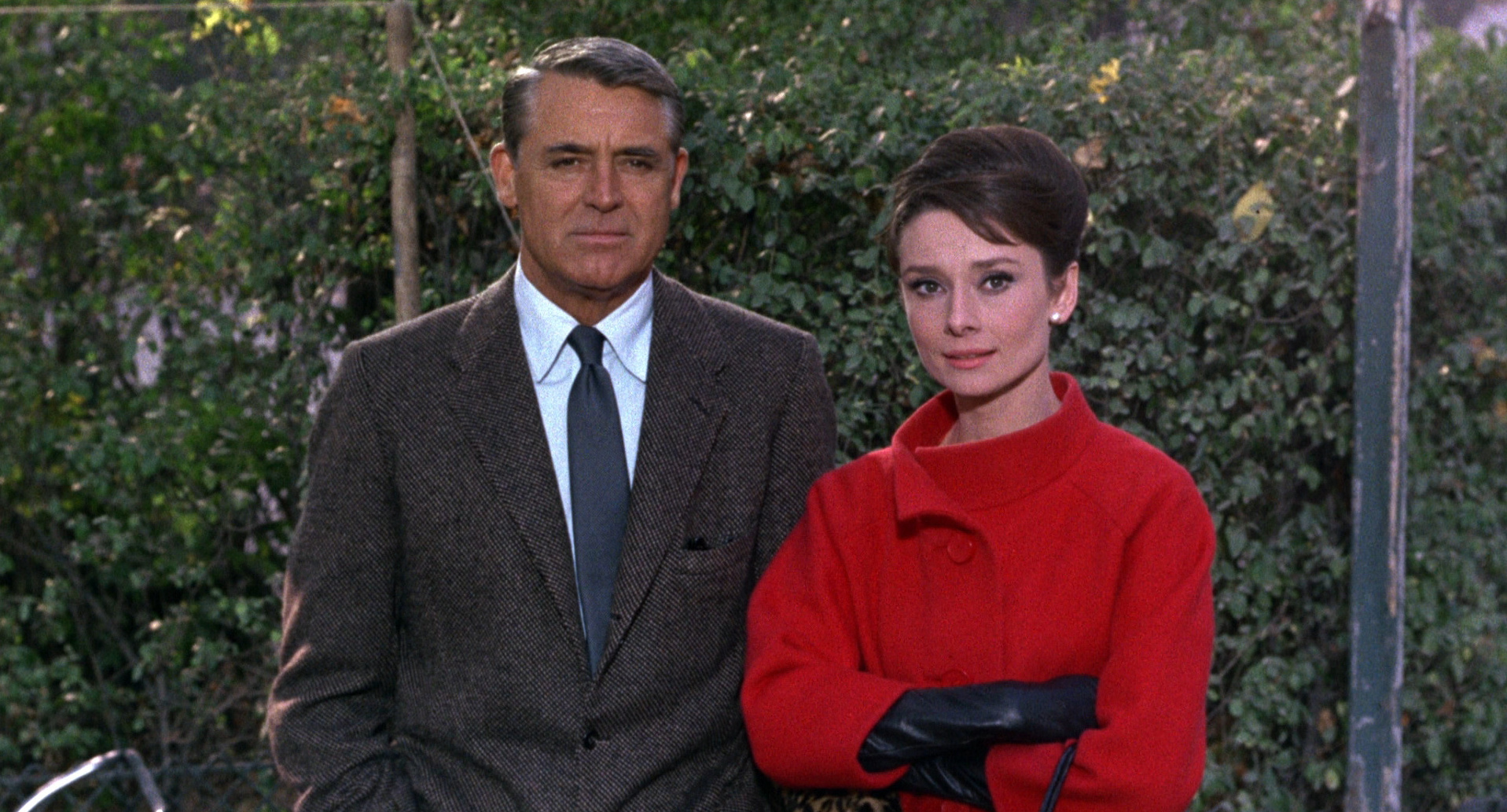
Cary Grant e Audrey Hepburn nel film Sciarada (1963)

- California Express (Without Reservations), regia di Mervyn LeRoy (1946)
- Vento di primavera (The Bachelor and the Bobby-Soxer), regia di Irving Reis (1947)
- La moglie del vescovo (The Bishop's Wife), regia di Henry Koster (1947)
- La casa dei nostri sogni (Mr. Blandings Builds His Dream House), regia di H.C. Potter (1948)
- Ogni ragazza vuol marito (Every Girl Should Be Married), regia di Don Hartman (1948)
- Ero uno sposo di guerra (I Was a Male War Bride), regia di Howard Hawks (1949)
- La rivolta (Crisis), regia di Richard Brooks (1950)
- La gente mormora (People Will Talk), regia di Joseph L. Mankiewicz (1951)
- C'è posto per tutti (Room for One More), regia di Norman Taurog (1952)
- Il magnifico scherzo (Monkey Business), regia di Howard Hawks (1952)
- La sposa sognata (Dream Wife), regia di Sidney Sheldon (1953)
- Caccia al ladro (To Catch a Thief), regia di Alfred Hitchcock (1955)
- Un amore splendido (An Affair to Remember), regia di Leo McCarey (1957)
- Orgoglio e passione (The Pride and the Passion), regia di Stanley Kramer (1957)
- Baciala per me (Kiss Them for Me), regia di Stanley Donen (1957)
- Indiscreto (Indiscreet), regia di Stanley Donen (1958)
- Un marito per Cinzia (Houseboat), regia di Melville Shavelson (1958)
- Intrigo internazionale (North by Northwest), regia di Alfred Hitchcock (1959)
- Operazione sottoveste (Operation Petticoat), regia di Blake Edwards (1959)
- L'erba del vicino è sempre più verde (The Grass Is Greener), regia di Stanley Donen (1960)
- Il visone sulla pelle (That Touch of Mink), regia di Delbert Mann (1962)
- Sciarada (Charade), regia di Stanley Donen (1963)
- Il gran lupo chiama (Father Goose), regia di Ralph Nelson (1964)
- Cammina, non correre (Walk Don't Run), regia di Charles Walters (1966)

## Riconoscimenti parziali
- Premio Oscar
  - 1942 – Candidatura al miglior attore protagonista per Ho sognato un angelo
  - 1945 – Candidatura al miglior attore protagonista per Il ribelle
  - 1970 – Oscar alla carriera
- Golden Globe
  - 1959 – Candidatura al miglior attore in un film commedia o musicale per Indiscreto
  - 1960 – Candidatura al miglior attore in un film commedia o musicale per Operazione sottoveste
  - 1961 – Candidatura al miglior attore in un film commedia o musicale per L'erba del vicino è sempre più verde
  - 1963 – Candidatura al miglior attore in un film commedia o musicale per Il visone sulla pelle
  - 1964 – Candidatura al miglior attore in un film commedia o musicale per Sciarada
- David di Donatello
  - 1960 – Miglior attore straniero per Intrigo internazionale
- Hollywood Walk of Fame
  - 1960 – Stella

## Doppiatori italiani
- Gualtiero De Angelis in Venere bionda[57], Lady Lou, L'avventura di Mr. Bliss, Gunga Din, Non puoi impedirmi d'amare, La signora del venerdì, Le mie due mogli, Quelli della Virginia, Scandalo a Filadelfia, Ho sognato un angelo, Un evaso ha bussato alla porta, La dama e l'avventuriero, Destinazione Tokio, L'ottava meraviglia, Il ribelle, Notte e dì[58], Notorious - L'amante perduta, Vento di primavera, La moglie del vescovo, La casa dei nostri sogni, Ogni ragazza vuol marito, Ero uno sposo di guerra, La rivolta, La gente mormora, C'è posto per tutti, Il magnifico scherzo, Caccia al ladro, Un amore splendido, Baciala per me, Indiscreto, Un marito per Cinzia, Operazione sottoveste, L'erba del vicino è sempre più verde, Il visone sulla pelle, Sciarada, Il gran lupo chiama
- Michele Kalamera nei ridoppiaggi di Lady Lou, La via dell'impossibile, Avventurieri dell'aria, La signora del venerdì
- Luciano Melani nei ridoppiaggi de L'orribile verità, Incantesimo, Scandalo a Filadelfia
- Augusto Marcacci ne La via dell'impossibile, Susanna!
- Emilio Cigoli ne Il sospetto, Orgoglio e passione
- Cesare Barbetti nei ridoppiaggi de Il diavolo è femmina, Susanna!
- Paolo Stoppa ne Il mio amore eri tu
- Giulio Panicali in Fuggiamo insieme
- Leonardo Cortese in Arsenico e vecchi merletti
- Stefano Sibaldi ne La sposa sognata
- Renato Turi in Intrigo internazionale
- Giuseppe Rinaldi in Cammina, non correre
- Romano Malaspina ne L'aquila e il falco (ridoppiaggio)
- Gino La Monica in Occhioni scuri (doppiaggio tardivo)
- Michele Gammino ne La dama e l'avventuriero (ridoppiaggio)
- Marco Mete ne Il ribelle (ridoppiaggio)
- Pino Locchi ne La moglie del vescovo (ridoppiaggio)
- Sergio Di Stefano in Ogni ragazza vuol marito (ridoppiaggio)